# Taos Ski Valley (Novo México)
Taos Ski Valley é uma vila localizada no estado americano de Novo México, no Condado de Taos.

## Demografia
Segundo o censo americano de 2000, a sua população era de 56 habitantes.
Em 2006, foi estimada uma população de 57, um aumento de 1 (1.8%).

## Geografia
De acordo com o United States Census Bureau tem uma área de 6,1 km², dos quais 6,1 km² cobertos por terra e 0,0 km² cobertos por água.

## Localidades na vizinhança
O diagrama seguinte representa as localidades num raio de 28 km ao redor de Taos Ski Valley.